# Clinker (laterizio)

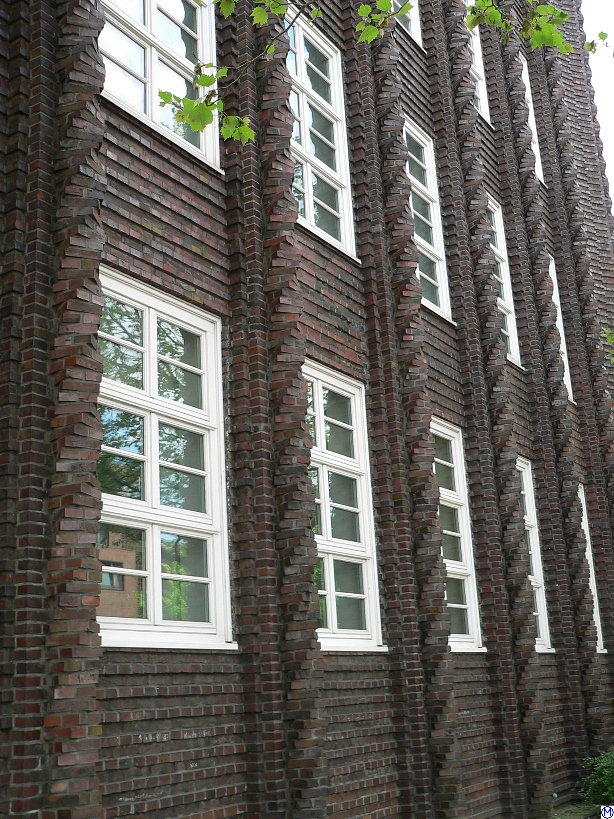
Un edificio ad Amburgo con muratura esterna in clinker di Fritz Höger

Il clinker o klinker è un tipo materiale laterizio ottenuto con la cottura delle materie prime a temperature molto elevate. 
Viene cotto a circa 1250 °C, tali da indurre quasi una vetrificazione del materiale. Tale trattamento rende il materiale particolarmente denso e resistente, anche dal punto di vista meccanico e gli conferisce una superficie estremamente dura e non igroscopica.
La diversa finitura superficiale (grezza, semilucida o smaltata) permette di coniugare estetica e tecnologia.

## Storia
La parola klinker deriva dall'olandese Klinkaerd (da Klinken, risuonare) da cui traggono origine termini inglesi onomatopeici come to clink (tintinnare) e clink (tintinnio).
Prima nei Paesi Bassi e successivamente nella Germania settentrionale il klinker è stato usato in maniera diffusa, nella forma di mattone pieno - per pavimentazioni stradali, edifici pubblici e privati, scuola, ponti, ecc., per cui nella pratica si è associato il termine klinker al mattone stesso.
Resta accertato che tale materiale trovò naturali applicazioni nel tempo, ed è possibile ritrovarlo ancora oggi nelle costruzioni del Nord Europa sotto forma di mattoni di grosso spessore con funzioni di struttura portante per archi e facciate di chiese, ponti, pavimentazioni di grande traffico, marciapiedi e piazze.
Fino agli anni 1930 il linguaggio strutturale del klinker era quello del muro portante, eventualmente arricchito di motivi decorativi realizzati con lo stesso elemento variamente disposto.
Viene prodotto sia come piastrelle da pavimentazione e rivestimento di forme varie sia come mattoni per murature facciavista.
In quest'ultima forma ha caratterizzato l'architettura milanese a cavallo della seconda guerra mondiale e particolarmente le opere di Giovanni Muzio. Il Palazzo dell'Arte di Milano, creato per essere la sede della Triennale, è stato il primo esempio di uso del klinker in Italia. Giovanni Muzio, progettista del Palazzo, volle espressamente questo materiale sia per le garanzie di resistenza e durata che esso offriva, sia per lo spettacolare contrasto che poteva essere così creato fra il corpo della costruzione, la facciata in marmo ed il parco circostante. 
Nel formato di piastrella da rivestimento in vari colori fu largamente utilizzata, dal dopoguerra in avanti, per caratterizzare i prospetti degli edifici residenziali da architetti come Luigi Caccia Dominioni, Ignazio Gardella, Giancarlo De Carlo ed i più recenti Roberto Gabetti e Renzo Piano.
(Arch. Giancarlo De Carlo)
(Arch. Biagio Furiozzi)

## Caratteristiche, materie prime e ciclo produttivo
Una delle materie prime che caratterizza il klinker è l'argilla, Keramos (terra da vasaio) come veniva definita nell'antica Grecia.
L'argilla trae origine dalla decomposizione delle rocce granitiche in silicati idrati di alluminio (caolinite) accompagnati da varie impurità; assorbe acqua e può essere plasmata facilmente.
In generale, le materie prime per produrre il klinker ceramico estruso si possono classificare schematicamente in materie prime fondamentali e materie prime complementari.
Al primo gruppo appartengono la caolinite Al2O3·2SiO2·2H2O e la illite (K,H3O)(Al,Mg,Fe)2(Si,Al)4O10[(OH)2,(H2O)].
Nel secondo gruppo invece troviamo materie sgrassanti, come la sabbia silicea (quarzo), ed i fondenti, come i feldspati ed i feldspatoidi (nefelina, leucite, pegmantite e sienite).
In fabbrica le argille subiscono i processi di essiccazione, miscelazione e macinazione e vengono avviate automaticamente alla fase di impasto ad umido. Questa fase permette di ottenere un impasto soffice e plastico, ideale per essere estruso e foggiato nella successiva fase di trafilatura. Dopo le fasi di stagionatura e di formatura si arriva alla fase conclusiva della cottura.

## Cottura
Processo apparentemente semplice ed antico, la cottura è la fase fondamentale ed essenziale nella produzione del klinker. 
Le trasformazioni che si verificano nel prodotto per effetto della cottura possono riassumersi in modificazioni chimico-strutturali, di volume, densità e cromatiche. L'ultima modifica è quella più evidente e peculiare.
A seconda della temperatura raggiunta il materiale può assumere vari colori, in genere più scuri rispetto al materiale laterizio normale.
Studi sul comportamento alla cottura hanno accertato che più le argille sono pure e pregiate, maggiore è la temperatura richiesta per la loro cottura.
Una classificazione qualitativa della produzione industriale ceramica può essere quindi espressa in funzione delle temperature di cottura.
Da questa classificazione si può rilevare come il klinker sia un prodotto che si posiziona ai massimi livelli ceramici, molto vicini alla migliore porcellana.
Temperature di cottura necessarie per la realizzazione dei prodotti industriali elencati:
|                                                        | temperatura di cottura |
| ------------------------------------------------------ | ---------------------- |
| mattoni in laterizio (o mattoni comuni)                | 800° - 850°            |
| piastrelle pressate (in bicottura)                     | 950° - 1050°           |
| piastrelle pressate (in monocottura)                   | 1150° - 1200°          |
| piastrelle in clinker estruso (o porcellana domestica) | 1230° - 1290°          |
| porcellana dura                                        | 1330° - 1380°          |

(Arch. Gaetano Minnucci)